# Jim Acosta
Abilio James Acosta est un journaliste américain qui est le correspondant en chef à la Maison-Blanche pour CNN. Auparavant, Acosta fut le correspondant politique national de CNN. Il a démissionné de CNN dès les premiers jours de la seconde présidence Trump.

## Carrière professionnelle
En avril 2017, il intègre la chaine CNN. En janvier 2018, il devient correspondant en chef de la Maison-Blanche.
Lors des conférences de presse de Donald Trump, les échanges avec le journaliste sont houleux. Dès la première conférence de presse après son élection, Donald Trump ne souhaite pas répondre aux questions des journalistes accrédités par la chaine CNN, accusant celle-ci de relayer des « fake news, ».
Le 7 novembre 2018, le journaliste vedette est privé d'accès à la Maison-Blanche pour avoir refusé un temps de rendre son micro, relançant avec insistance Donald Trump lors d'une conférence de presse organisée au lendemain des élections de mi-mandat. Le 16 novembre 2018, le juge Timothy J. Kelly (en) ordonne à la Maison-Blanche de restaurer l'accréditation de Jim Acosta.
Quelques jours après le début de la seconde présidence Trump, il annonce à l'antenne de CNN le 29 janvier 2025 son départ en adressant aux téléspectateurs un message qui vise implicitement le président, dont il est l'une des bêtes noires : « Ce n'est jamais le bon moment pour s'incliner devant un tyran (…). Ne cédez rien aux mensonges, ne cédez rien à la peur, accrochez-vous à la vérité ». 
Depuis ce jour, il est journaliste indépendant.

## Oeuvre
- L'ennemi du peuple : le journaliste, ennemi public #1 de Trump, raconte la Maison-Blanche de l'intérieur, Harpercollins, septembre 2019, 464 p. (ISBN 9791033904373, présentation en ligne).